# 동방천공장 ~ Hidden Star in Four Seasons
《동방천공장 ~ Hidden Star in Four Seasons》(일본어: 東方天空璋 〜 Hidden Star in Four Seasons. 도호텐쿠쇼[*])은 동방 프로젝트의 열여섯번째 시리즈 게임이다. 제14회 하쿠레이 신사 봄 예대제에서 체험판이 배포되었고, 2017년 8월 11일 C92에서 정식판이 배포되었다. 또한 일본 시간 2017년 11월 18일에는 미디어 스케이프로부터 Steam에서의 배포가 이루어졌다.

## 시스템
기체 성능이 다른 〈하쿠레이 레이무〉, 〈키리사메 마리사〉, 〈샤메이마루 아야〉, 〈햇볕에 그을린 치르노〉 4종류의 캐릭터 중 하나를 선택한다. 적과 닿거나, 적탄에 맞으면 미스가 되어 잔기가 1개 줄어든 다음 그 자리에서 부활한다. 모든 잔기를 잃으면 게임 오버가 되지만, 컨티뉴하면 그 자리에서 부활해 게임을 계속할 수 있다. 컨티뉴하지 않고 6면(최종면) 보스를 쓰러뜨리면 노멀 엔딩이다. 단, 이번 작품은 Extra(Revenging) 스테이지에서 해당 이변이 해결되는 형태이기에 노멀 엔딩에서도 배드 엔딩처럼 이변이 해결되지 않는(흑막을 쓰러뜨리지 않은) 애매한 분위기의 엔딩이다. 컨티뉴하지 않고 깨면 전1면 Extra(Revenging) 스테이지가 추가된다.
이 작품에서는 고유 시스템으로 '계절 장비'가 있고, 그와 관련해서 '계절 아이템'이나 '릴리스(계절 해방)' 버튼이 있다. 이러한 것에 관해서는 아래에 기술한다.
계절 장비
이 작품의 옵션은 계절이 주제이다. 메인 계절(메인 옵션)은 캐릭터마다 고정되어 있지만, 서브 계절(서브 옵션)으로 봄 여름 가을 겨울(Revenging 스테이지에서는 '토용'으로 고정)을 선택할 수 있다. 각 서브 옵션은 그 계절의 메인 옵션이 대략 약체화된 형태이다(예를 들어 봄을 서브 계절로 선택한 경우 봄이 주제인 레이무의 메인 옵션을 약체화시킨 샷이 서브 옵션에서 풀림). 그 때문에 이번 작품의 캐릭터 패턴은 과거 최다 20 패턴이 존재한다. 메인 옵션은 지금까지처럼 P 아이템을 먹음으로써 수가 늘어나지만, 서브 옵션은 후술할 '계절 아이템'을 먹음으로써 수를 늘릴 수 있다.
계절 아이템
이 작품의 고유 아이템. 적을 쓰러뜨리고 그레이즈, 후술할 '계절 해방'을 함으로써 출현한다. 획득함으로써 왼쪽 아래의 게이지가 쌓인다. 게이지가 가득 차면 레벨이 올라가 서브 옵션이 출현한다. 최대 레벨은 6. 또한 메인 옵션과 달리 피탄으로 인한 페널티는 발생하지 않는다.
계절 해방
이 작품의 고유 아이템. 서브 옵션을 모두(봄/토용은 하나) 소비해 발동할 수 있다. 캐릭터의 위치를 중심으로 원형의 공격 판정이 발생한다. 이 공격 판정에 적탄이 맞음으로써 계절 아이템이나 녹색 아이템이 출현, 자동으로 회수한다. 범위나 성능은 계절마다 다르지만, 공통적으로 서브 옵션 수가 많을수록 효과는 올라간다. 또한 스펠 카드와의 차이점으로 계절 해방을 발동해도 스펠 카드를 획득할 수 있다는 것이 있다.

## 줄거리
어느 날 하쿠레이 신사 주변은 봄기운이 완연했지만, 레이무는 마리사에게서 마법의 숲에서 눈이 내리고 있다는 것을 알게 된다.
취재하러 온 아야의 모습에서 레이무는 요즈음의 이상 기상이 단순한 자연 현상이 아니라는 것을 깨닫는다.
그리고 조사하러 향한 레이무가 본 것은 사계절 풍경을 보여주는 환상향이었다.

## 등장인물

### 새로운 등장인물
여기서는 《천공장》에서 처음 나온 등장인물들을 설명한다.
이터니티 라바
호랑나비 요정. 치르노와는 면식이 있다.
사카타 네무노
요괴의 산에 사는 야만바. 야아와 같은 텐구와는 불가침 조약을 맺고 있다.
코마노 아운
인간의 신앙을 모을 것 같은 장소를 찾아내서는 얹혀 살며 마음대로 수호를 하는 코마이누로, 두 명이서 사자와 코마이누 양쪽의 성질을 겸비한다.
야타데라 나루미
마법의 숲의 마력으로 생명을 얻은 지장. 마리사와는 아는 사이이며, 그녀에게는 "나루코"라고 불린다.
니시다 사토노
분홍색 옷에 양하 잎을 들고 있다.
테이레이다 마이
녹색 옷에 대나무 잎을 들고 있다. 일인칭은 "僕(보쿠)".
마이와 사토노 두 명은 모든 물건의 잠재력을 끌어내는 백 댄서. 이번 이변의 실행범으로, 원래는 인간이다.
마타라 오키나
환상향의 창설에 관여했다고 여겨지는 비신. 마이와 사토노를 "두 동자"라고 부르며, 그녀들의 후계자 찾기가 이번 이변의 원인이다.

### 기존 등장인물
여기서는 《천공장》에서 처음 나오지 않은 등장인물들을 설명한다.
하쿠레이 레이무
하쿠레이 신사의 무녀. 메인 계절은 "봄".
이상 기상을 특별히 문제로 삼지 않는다.
키리사메 마리사
마법의 숲의 마법사. 메인 계절은 "겨울".
이변을 본격적으로 조사하려고 하기 전에 폭주 상태의 요정에게 휘말려 전투하게 된다.
샤메이마루 아야
요괴의 산에 사는 텐구. 메인 계절은 "가을".
신문 기자라는 직업상 기후의 이상을 재빨리 깨닫는다.
치르노
얼음의 요정. 이 작품에서는 햇볕에 그을린 모습으로 등장한다. 메인 계절은 "여름".
한여름의 더위에 지지 않는 몸을 손에 넣어 대담해졌다.
릴리 화이트
봄이 오면 그 사실을 알리려고 솟아 나오는 요정. 이 작품에서 처음 스펠 카드를 사용하지만, 스탠딩 CG는 그려져 있지 않다.
일부 루트의 엔딩에는 히메카이도 하타테가 등장한다.

## 스테이지
| 스테이지                   | 제목                                               | 장소                   | 중보스                           | 보스                             |
| -------------------------- | -------------------------------------------------- | ---------------------- | -------------------------------- | -------------------------------- |
| 스테이지 1                 | 아침 아지랑이 앞의 한여름                          | 한여름 하늘            | 이터니티 라바                    | 이터니티 라바                    |
| 스테이지 2                 | 붉은 산의 고독                                     | 단풍 든 산             | 사카타 네무노                    | 사카타 네무노                    |
| 스테이지 3                 | 신수가 헤엄치는 연분홍색 바다                      | 하쿠레이 신사의 밤벚꽃 | 릴리 화이트                      | 코마노 아운                      |
| 스테이지 4                 | 시야 제로의 해후                                   | 마법의 숲 상공(추측)   | 테이레이다 마이                  | 야타데라 나루미                  |
| 스테이지 5                 | 동자는 광기를 춤춘다                               | 후호의 나라            | 니시다 사토노                    | 니시다 사토노 및 테이레이다 마이 |
| 스테이지 6                 | 열지 말지어다, 보지 말지어다 뒤의 문에 비천 있나니 | 후호의 나라            | (없음)                           | 마타라 오키나                    |
| Extra 스테이지 (Revenging) | 비신의 진정한 모습                                 | 후호의 나라            | 니시다 사토노 및 테이레이다 마이 | 마타라 오키나                    |

## 곡 이름 목록
1. 벚꽃 흩날리는 천공 - 타이틀 화면
2. 희망의 별은 푸른 하늘에 오른다 - 1면 테마
3. 한여름 요정의 꿈 - 1면 보스 이터니티 라바의 테마
4. 가을 바람은 요괴의 산으로 - 2면 테마
5. 깊은 산속의 엔카운터 - 2면 보스 사카타 네무노의 테마
6. 벚꽃색 바다를 헤엄쳐 - 3면 테마
7. 한 쌍의 신수 - 3면 보스 코마노 아운의 테마
8. 환상의 화이트 트래블러 - 4면 테마
9. 마법의 삿갓 지장 - 4면 보스 야타네라 나루미의 테마
10. 금단의 문 저편은 이승인가 저승인가 - 5면 테마
11. 크레이지 백댄서즈 - 5면 보스 니시다 사토노 및 테이레이다 마이의 테마
12. 인투 백도어 - 6면 테마
13. 비닉된 포 시즌스 - 6면 보스 마타라 오키나의 테마
14. 이제 문으로는 들어갈 수 없어 - Extra(Revenging) 스테이지 테마
15. 비신 마타라 ~ Hidden Star in All Seasons - Extra(Revenging) 스테이지 보스 마타라 오키나의 테마
16. 부자연스러운 자연 - 엔딩
17. 하얀 여행자 - 스태프롤

## 발매까지
2017년 8월 11일에 코믹 마켓 92에서 정식판이 발매되기 전인 2017년 6월, 굿스마일 컴퍼니는 이 작품에 등장하는 햇볕에 그을린 치르노의 피겨가 10월에 발매될 예정이라는 것을 밝혔다.
2017년 11월 6일, 이 작품의 원작자인 ZUN은 일본 시간 11월 18일에 이 작품을 Steam에서 발매할 예정이며, Steam상에서의 판매는 미디어 스케이프가 담당할 예정이라는 것을 알렸다. 또한 미디어 스케이프를 판매자로 한 것은 사무 처리 등의 사정에 따른 것이며, 각 권한은 지금까지 해왔던 대로 ZUN이 관리한다.
ZUN은 Steam에서의 발매를 결정한 이유에 대해서 "몇 년 전부터 Steam에서의 배포는 생각하고 있었으며, 해외에서 'Steam에서 내지 않을까'라고 했을 때는 항상 '미래에는 나올 것이라고 생각한다'라고 대답했지만 귀찮다고 생각해서 하지 않았다. 하지만 옛날처럼 번역하거나 해외 법인을 준비하지 않아도 되고, 패키지판과 같은 것을 그대로 낼 수 있게 되었기 때문에 Steam에서의 배포를 하기로 했다"라고 IGN의 이마이 신과의 인터뷰 중에 대답했다. Steam판은 기본적으로는 패키지판과 동일하지만, 저장 데이터나 Steam의 촬영 기능을 사용한 스크린샷 등은 Steam의 클라우드에 보관되는 사양이다. 또한 일본어 뉘앙스 등의 관점에서 영어 지원은 미뤄졌다.
ZUN은 이 작품의 매출에 따라서는 과거 작품의 Steam에서의 발매를 검토하겠다고 한 반면, Windows 개발 초기 작품은 문제점 등의 관계로 그대로 판매할 수 있을지 불분명하다고 하며, 특히 Windows 개발 제1탄인 《동방홍마향 ~ the Embodiment of Scarlet Devil》에 대해서는 '현세대'의 OS는 지원하지 않기 때문에 재작업에 가까워진다고 Game*Spark의 Arkblade와의 인터뷰 중에 말했다.

## 반응

### 발매 전 반응
네토라보는 햇볕에 그을린 치르노가 공개되었을 때 팬들 사이에서 '남쪽 나라에 간 건가'라고 화제가 되었다고 보도했다.

### Steam판에 대한 반응
2017년 11월 18일(일본 시간) 오전 9시 시점에서, Steam상에 올라간 이 작품의 사용자 리뷰는 850개를 넘었고, Game*Spark의 Arkblade는 상당한 호조의 초동 매출로 보고 있다.

### 평가
IGN의 하타 후미노부는 이 작품에 대해서 《동방휘침성 ~ Double Dealing Character》에서 진화하면서도 단순화된 시스템이나 캐릭터와 계절 장비의 조합에 따른 다양한 공략 방법에 대해서 평가하고 '난이도가 가벼워 초심자에게도 추천한다'라고 말했다.
마찬가지로 IGN의 이마이 신은 "'서브 계절'과 '계절 해방'이라는 일반 봄과는 다른 계통의 봄이 준비되어 있으며, 슈팅 게임 초심자가 다가가기 쉬운 작품으로 완성되었다"라고 말했으며, 10점 만점에 7.7점(Good)이라는 판정을 내렸다.
한편 이마이는 "게임 패드의 버튼 배치에 따라서는 조작에 헤메는 경우가 생기기 때문에 기본 설정으로 추천이 있어도 좋았을 것 아니냐"라고 말했으며, 이와 관련해서 XInput 컨트롤러 지원이 불완전하다는 것도 지적하고 있다.